# Montipora porites
Montipora porites är en korallart som beskrevs av Veron 2002. Montipora porites ingår i släktet Montipora och familjen Acroporidae. IUCN kategoriserar arten globalt som nära hotad. Inga underarter finns listade i Catalogue of Life.